# Burg Wirtemberg

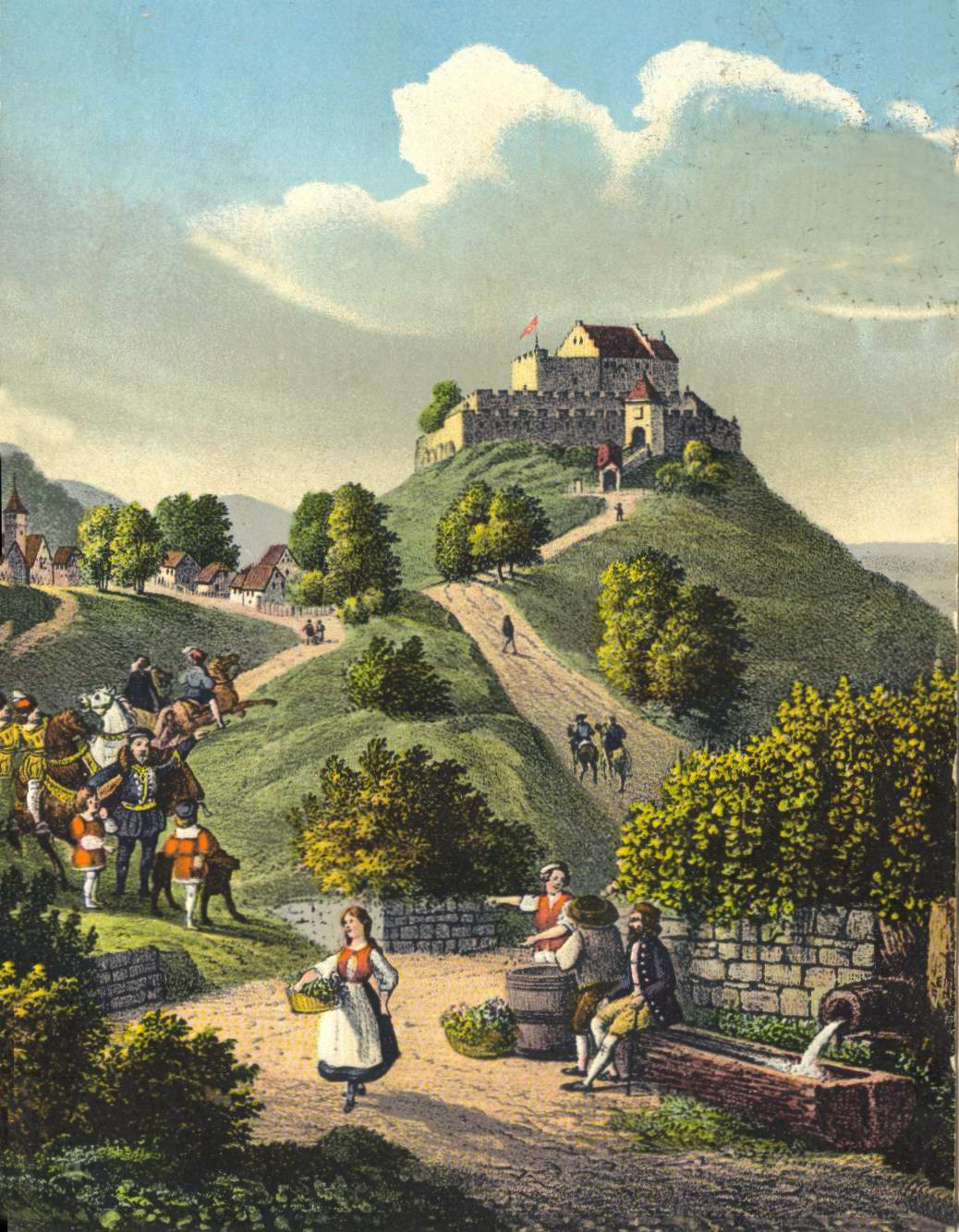
Burg Wirtemberg um 1600: historisierende Postkarte um 1920

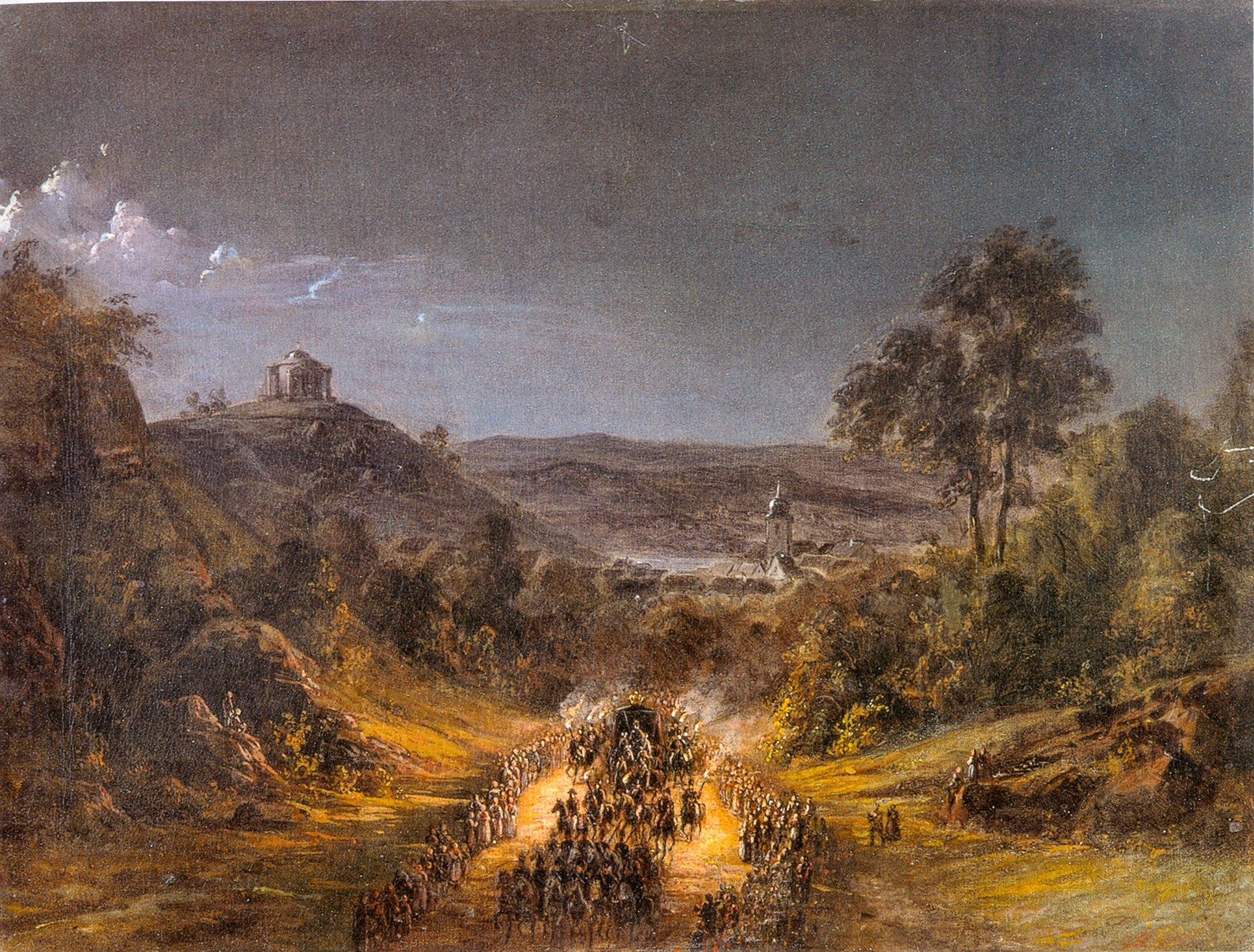
Überführung des Leichnams Wilhelm I. auf die Grabkapelle auf dem Württemberg in den frühen Morgenstunden des 30. Juni 1864

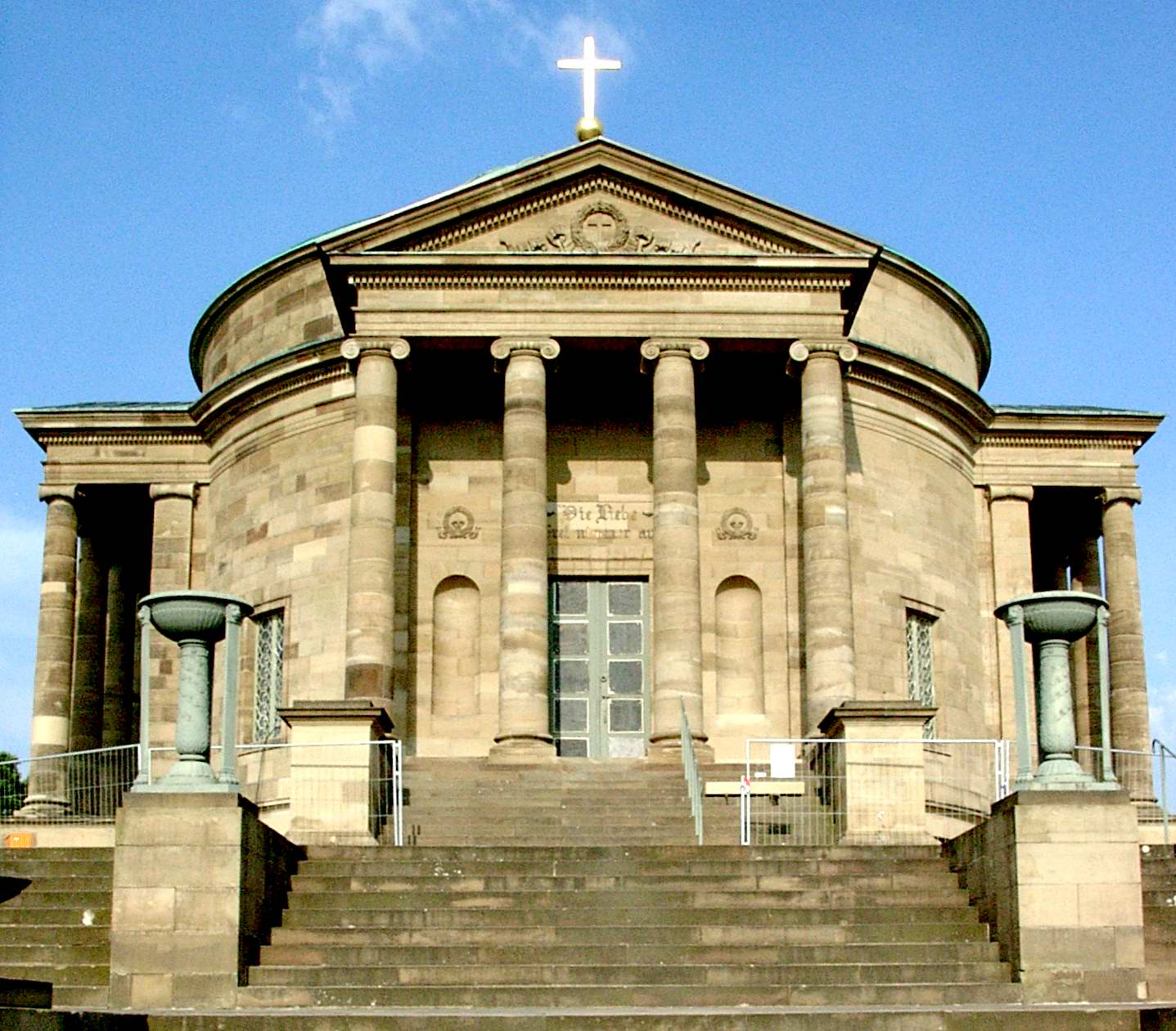
Grabkapelle auf dem Württemberg

Burg Wirtemberg war eine 1080 auf dem Rotenberg bei Stuttgart errichtete Höhenburg, die Stammsitz des Hauses und Namengeber des Landes Württemberg war. Nach Zerstörungen im 14. und 16. Jahrhundert jeweils wiederaufgebaut, wurde sie 1819 abgetragen und 1824 durch die Grabkapelle auf dem Württemberg ersetzt.

## Name
Der Name der Burg änderte sich im Laufe der Jahrhunderte mehrfach von „Wirdeberch“ über „Werdenberc“ und „Wirtinsberk“. Die Schreibweise „Württemberg“ wurde mit der Erhebung zum Königreich Württemberg durch Napoleon zur offiziellen Landesbezeichnung. Der Legende nach sollte damit auch der Verballhornung zu „Wirt am Berg“ entgegengewirkt werden.
Erst ab Mai 1803 wurde der Name „Württemberg“ erstmals amtlich auf das gesamte Land angewendet. König Wilhelm II. von Württemberg benannte den Rotenberg 1907 offiziell in „Württemberg“ um.
Die Vermutung, Berg und Burg erhielten ihren Namen von dem in Luxemburg (der möglichen Heimat des Geschlechts der Württemberger) gelegenen „Wirdeberg“, wird heute als eher unwahrscheinlich angesehen.
Von Sprachforschern wird neuerdings eine Herleitung aus der erschlossenen römisch-keltischen Bezeichnung „Wirodunum“ („-dunum“ = „Festung“) vorgeschlagen, die zunächst zu „Wirten“ verkürzt und später verdeutlichend um „‑berg“ ergänzt wurde. Gestützt wird diese These durch eine Reihe weiterer, mutmaßlich keltischer Ortsbezeichnungen im Umkreis von Cannstatt.
Die Herkunft des Namens galt schon im Mittelalter als rätselhaft, und mehrere volksetymologische Erklärungen als „wird ein Berg“ oder „Wirt am Berg“ wurden anekdotisch untermauert. Schon der Stuttgarter Ratsherr Sebastian Küng († wohl 1561) macht sich in seiner Chronik über diese Versuche lustig:

„Hie sein abermals die klugling, so gern etwwas nuis dichten welten, gar gefochten, wie sie disem namen ain ethimologiam schepffen wellen, und sein ettlich, die sagen, es sei vor zeiten ein kaiser durch dise landtsart gezogen, und da er also imerdar ein berg auff, den andern ab hab ziehen miessen, hab er gesagt, in disem landt wirt ein berg nach dem andern; demnach sei das landt mitt disen drei wortlein, wirt ein berg, zusamengethon wirteinberg und volgendts wirtemberg daraus gemacht sein worden. Diser kaiser muß freilich nie in das Schweitzerland komen sein, dann sunst würde er dasselbig mitt disem namen getaufft haben.“

## Geschichte
Die Burg wurde zum Hauptsitz der nach ihr benannten Dynastie der Württemberger, nachdem deren Vorfahren ihre erste Stammburg Beutelsbach, auch Kappelberg genannt, vermutlich aufgegeben hatten. Sie wurde auf einer 411 m hohen Erhebung im heutigen Stuttgarter Stadtteil Rotenberg erbaut. Der Rotenberg, seit 1907 offiziell Württemberg, ist ein Ausläufer des Schurwaldes zwischen Cannstatt und Esslingen am Neckar.

### Erste Burg

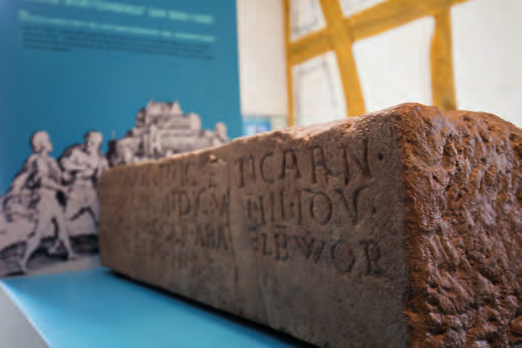
Weihestein der Burgkapelle von 1083

„Eine Feste mit drei Ringmauern, umfangreichen Stallungen und mehreren Nebengebäuden, einem schönen Innenhof und einem stattlichen Herrenhaus“, so präsentierte sich das Bauwerk aus dem Jahr 1080, dessen Burgkapelle am 7. Februar 1083 durch Bischof Adalbert II. von Worms geweiht wurde. Der originale Weihestein befindet sich heute in der am Platz der Burg stehenden russisch-orthodoxen Grabeskirche und ist das früheste urkundliche Zeugnis für das Haus Württemberg. Da der Stein die Weihe der Burgkapelle belegt, dürfte die Burg zu diesem Zeitpunkt weitgehend fertiggestellt gewesen sein.
Die Inschrift lautet:
ANNO DOMINIC(A)E (I)NCARN(ATIONIS) MILLE(SIMO) LXXXIII INDIC(TIONE) V(I) VII IDUS FEB(RUARII) DED(ICATA) HEC CAP(ELLA) AB A(D)ELB(ERTO) WORMA(ATI)ENS(IS) EC(CLESIE) EP(ISCOP)O IN H(ONOREM) S(ANCTI) [NICOLAI]
In der Übersetzung:
Im Jahr der Fleischwerdung des Herrn 1083, in der 6. Indiktion, am 7. Februar wurde diese Kapelle von Bischof Adalbert von Worms zu Ehren des heiligen Nikolaus geweiht.
Konrad von Wirtinsberk wurde in einer Urkunde vom 2. Mai 1092 als Zeuge genannt. Dies ist die älteste urkundliche Erwähnung des Namens Württemberg. Die Burg war von 1092 bis 1495 mehrmals Sitz für die Grafen Wirtembergs, allerdings lebten auch Dienstmänner der Grafen auf der Burg: Mit Swenegar von Wirtenberg ist ein Ministerialer namentlich bekannt.
1311 wurde die Burg Wirtemberg zum ersten Mal von den benachbarten Reichsstädten unter Kaiser Heinrich VII. zerstört.

### Zweite Burg

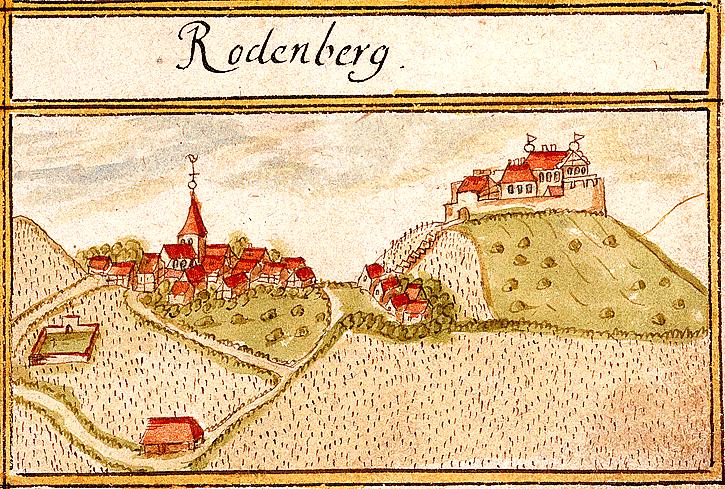
Ansicht von Andreas Kieser (17. Jahrhundert)

Nach der Zerstörung von 1311 wurde die Burg wieder aufgebaut, allerdings kleiner als zuvor. Diese zweite Burg Wirtemberg wurde 1519 ein Raub der Flammen, als unter dem Oberbefehl Herzog Wilhelms von Bayern der Städtebund fast ganz Württemberg besetzte. Aus militärischer Sicht war die Zerstörung vollkommen unnötig, da die Burg zu Beginn des 16. Jahrhunderts völlig bedeutungslos gewesen und allenfalls noch von einem Verwalter bewohnt war. Daher geht man davon aus, dass die Zerstörung der alten Stammburg aus rein symbolischen Gründen erfolgte: Herzog Ulrich von Württemberg war mit Sabina von Bayern, der Schwester Wilhelms von Bayern verheiratet, die Ehe war jedoch wegen Ulrichs Affären und Gewalttaten zerrüttet. Als Ulrich auch noch Hans von Hutten, den Ehemann seiner Geliebten, eigenhändig ermordete, war es zum endgültigen Bruch gekommen. Sabina flüchtete zu ihrem Bruder nach München. Der Ehezwist belastete das Verhältnis zwischen Ulrich und Wilhelm so sehr, dass dieser während der Intervention das schloß wierttenberg (…) in der nacht anzünden und verprennen ließ.
Ulrich musste das Land verlassen und konnte erst 1534 mit Hilfe des Landgrafen von Hessen nach Württemberg zurückkehren.

### Dritte Burg
|  | Nach seiner Rückkehr aus dem Exil ließ Herzog Ulrich die Burg 1534 zumindest teilweise wiederherstellen. Zudem stationierte er dort eine kleine ständige Besatzung von bis zu drei Mann. Der wiederaufgebaute Stammsitz war ein Prestige-Projekt Ulrichs ohne jede Funktion. Nach Ulrichs Tod ließ Herzog Christoph 1554 die Burgwächter abziehen. Die Burg wurde weiter instand gehalten werden und diente Hofbediensteten und Forstbeamten als Unterkunft. Zeitweise diente die Anlage auch als Gefängnis. Wegen der guten Aussicht diente die Burg im 17. und 18. Jahrhundert als Beobachtungsstelle der Feuerwehr und wurde nur noch selten von den Landesfürsten besucht. Erst König Friedrich I. von Württemberg, der von 1797 bis 1816 regierte, zeigte wieder Interesse an dem alten Stammsitz und ließ sie teilweise restaurieren. Nach dem frühen Tod seiner Gemahlin im Winter 1819 befahl König Wilhelm I., die zu diesem Zeitpunkt immer noch vergleichsweise gut erhaltene Burg abzutragen, um an diesem Standort eine Grabkapelle für Königin Katharina zu errichten. Zuvor ließ er jedoch Zeichnungen und Pläne der vorhandenen Bausubstanz anfertigen. Da die Burg in der Zeit der Romantik ein beliebtes Ausflugsziel der Stuttgarter Bürger geworden war, gab es Proteste gegen den Abriss, die jedoch nichts nützten. Am 1. April 1820 war die alte Burg vollständig abgerissen. |

### Grabkapelle
Von 1820 bis 1824 ließ Wilhelm I. für seine verstorbene Ehefrau Königin Katharina anstelle der Burg ein Mausoleum (Grabkapelle auf dem Württemberg) durch Giovanni Salucci in klassizistischer Form erbauen. Dieses ist seit 1907 für die Öffentlichkeit zugänglich.